# 7 سنوات (أغنية لوكاس جراهام)
" 7 Years " (بالعربية: سبع سنوات) هي أغنية من الألبوم الثاني لفرقة لوكاس غراهام الدنماركية، الذي كان عنوانه "لوكاس غراهام".
تم اتاحة الأغنية للتنزيل رقمي في 18 سبتمبر 2015 بواسطة شركة Copenhagen Records.  وتم رفع مقطع فديو الأغنية مع كلماتها على اليوتيوب في 17 نوفمبر 2015 ، وتم رفع الفيديو الموسيقي للإغنية في 15 ديسمبر 2015.
ومنذ ذلك الحين حصدت الأغنية أكثر من مليار مشاهدة على موقع يوتيوب.

## خلفية
وصف قائد الفرقة لوكاس فورشهامر أغنية "7 سنوات" بأنها تلخص حياته حتى الآن وما يأمل في تحقيقه مستقبلًا.
وصرح بقوله "تتناول الأغنية موضوع التقدم بالسن. أنا أيضًا أدرك أن كون الشخص أبًا هو أهم شيء. طموحي هو ألا أكون رجلًا عجوزًا سلبيًا ، وأطمح بأن أجعل أصدقاء أطفالي يقولون ، "ستزور والدك؟ أوصل سلامنا له! إنه رائع " "لقدكان لي أب مثالي. " 
فيما يتعلق بفشل الفرقة سابقا في اقتحام السوق الدولية، قال المغني: "يبدو الأمر كما لو أن وفاة والدي حدثت في اللحظة المناسبة تمامًا - وأنا أعلم أنه لاينبغي أن أقول هذا الشيء هذا شيء، لكنني فعلت للتو! لو لم يمت والدي في عام 2012 ، لما كتبت أغنيتنا "البيت السعيد" ، التي جعلت مننا قصة نجاح إسكندنافية. لم أكن لأكتب كلمة "7 سنوات" التي دفعتنا للتوقيع مع ناشر في أمريكا ومن ثم مع شركة Warner Bros. " 